# Oxyagrion mirnae
Oxyagrion mirnae là một loài chuồn chuồn kim trong họ Coenagrionidae.
Oxyagrion mirnae được miêu tả khoa học năm 2010 bởi Machado.